# Матчи сборной Ленинграда по футболу (1928)
Сезон 1928 года стал 27-м в истории сборной Ленинграда по футболу.
В нём сборная провела
- 10 официальных матчей
  - 5 соревновательных в рамках Всесоюзной спартакиады
  - 4 товарищеских междугородних
    - 1 в рамках матча городов
    - 1 на приз журнала «Физкультура и спорт»

  - 1 товарищеский международный
- 17 неофициальных
  - в том числе 5 международных

## Классификация матчей
По установившейся в отечественной футбольной истории традиции официальными принимаются
- Все соревновательные матчи[К 4] официальных турниров — чемпионатов СССР, Российской империи и РСФСР — во времена, когда они проводились среди сборных городов (регионов, республик), и сборная Санкт-Петербурга (Ленинграда) была субъектом этих соревнований; к числу таковых относятся также матчи футбольных турниров на Спартакиадах народов СССР 1956 и 1979 года.
- Междугородние товарищеские игры сборной сильнейшего состава без формальных ограничений[К 5] с адекватным по статусу соперником. Матчи с клубами Санкт-Петербурга и других городов, со сборными не сильнейшего состава и т. п. составляют другую категорию матчей.
- Международные матчи с соперниками топ-уровня — в составах которых выступали футболисты, входившие в национальные сборные либо выступавшие в чемпионатах (лигах) высшего соревновательного уровня своих стран — как профессионалы, так и любители[К 6]. Практиковавшиеся (в основном, в 1920—1930-х годах) международные матчи с так называемыми «рабочими» и им подобными по уровню командами, состоявшими, как правило, из неконкурентноспособных игроков-любителей невысокого уровня, заканчивавшиеся обычно их разгромными поражениями, отнесены в отдельную категорию матчей.

## Статистика сезона
| 1928           |                                                   |      |
| Н (1)          | Ленинград — Ленинград (II)                        | 2:3  |
| МГ 47          | Ленинград — Николаев                              | 3:2  |
| Н (2)          | Ленинград (II) — Николаев                         | 0:0  |
| МГ 48          | Ленинград — Москва                                | 2:0  |
| Н (3)          | Ленинград (II) — Москва                           | 1:4  |
| Н (4)          | Ленинград (вузы) — Киев (вузы)                    | 2:1  |
| Н (5)          | Ленинград (вузы) — Киев («металлисты»)            | 3:1  |
| Н (6)          | Ленинград — «Динамо» (сборная)                    | 2:2  |
| Н (7)          | Ленинград — «Пищевкус» (сборная)                  | 1:2  |
| Н (8)          | Ленинград — Нижняя Австрия («рабочая»)            | 2:1  |
| Н (9)          | Ленинград — Англия («рабочая»)                    | 11:0 |
| Н (10)         | Ленинград — Стокгольм (сборная II уровня)         | 4:2  |
| МН 16          | Ленинград — Финляндия («рабочая»)                 | 4:2  |
| С 11           | Ленинград — Узбекистан                            | 9:0  |
| С 12           | Ленинград — Урал                                  | 16:2 |
| С 13           | Ленинград — Поволжье                              | 6:1  |
| С 14           | Ленинград — Автономные области (РАРО)             | 12:1 |
| С 15           | Ленинград — Москва                                | 3:5  |
| Н (11)         | Ленинград — Уругвай («рабочая»)                   | 4:1  |
| Н (12)         | Ленинград (II) — Уругвай («рабочая»)              | 4:2  |
| Н (13)         | Ленинград (II) — Москва (II)                      | 2:2  |
| Н (14)         | Ленинград (II) — Москва (II)                      | 1:2  |
| Н (15)         | Ленинград («металлисты») — Харьков («металлисты») | 1:1  |
| Н (16)         | Ленинград («металлисты») — Харьков (ХОСПС)        | 1:1  |
| МГ 49          | Ленинград — Николаев                              | 5:1  |
| Н (17)         | Ленинград — Одесса (II)                           | 1:2  |
| МГ 50          | Ленинград — Одесса                                | 0:2  |
| Итого          |                                                   |      |
| И В Н П М      |                                                   |      |
| 10 8 0 2 60−16 |                                                   |      |
| 17 7 5 42−27   |                                                   |      |

## Официальные матчи

### 72. Ленинград — Николаев — 3:2
Междугородний товарищеский матч 47 (отчет)

| Ленинград                             | 3:2 | Николаев                            |
| ------------------------------------- | --- | ----------------------------------- |
| - П.Григорьев ~5′ ~10′ - Г.Иванов 18′ |     | - ~7′ Кондратенко - 90′ Полегенький |

| Игрок              | Клуб                 |                                 | Вышел на замену | Гол   |
| ------------------ | -------------------- | ------------------------------- | --------------- | ----- |
| Савинцев, Николай  | Клуб им. Ленина      | Серебряный гол · Серебряный гол | 11              | (-21) |
|                    |                      |                                 |                 |       |
| Штукин, Дмитрий    | Клуб им. Ленина      |                                 | 3               |       |
| Топталов, Василий  | ЛОСПС                |                                 | 1               |       |
|                    |                      |                                 |                 |       |
| Филиппов III, Пётр | Стадион им. Ленина   |                                 | 27              | 2     |
| Батырев, Павел     | «Динамо»             |                                 | 36              | 10    |
| Гуськов, Александр | «Пищевкус»           |                                 | 16              |       |
|                    |                      |                                 |                 |       |
| Родионов, Дмитрий  | «Динамо»             |                                 | 7               | 1     |
| Григорьев, Пётр    | ЛОСПС                | Гол · Гол                       | 24              | 8     |
| Иванов, Георгий    | «Пролетарский завод» | Гол                             | 14              | 4     |
| Бутусов, Михаил    | «Пищевкус»           |                                 | 30              | 25    |
| Егоров, Константин | «Пищевкус»           |                                 | 14              | 1     |

| Николаев    |     |
| ----------- | --- |
| Войтенко    |     |
|             |     |
| Булгаков    |     |
| Денисов     |     |
|             |     |
| Козлов      |     |
| Грушин      |     |
| Деркаченко  |     |
|             |     |
| Гичкин      |     |
| Кондратенко | Гол |
| Полегенький | Гол |
| Смоленский  |     |
| Печеный     |     |

|  |

### 73. Ленинград — Москва — 2:0
Междугородний товарищеский матч 48 — матч городов (отчет)

| Ленинград                             | 2:0 | Москва |
| ------------------------------------- | --- | ------ |
| - Г.Архангельский 20′ - М.Бутусов 30′ |     |        |

| Игрок                   | Клуб                |     | Вышел на замену | Гол  |
| ----------------------- | ------------------- | --- | --------------- | ---- |
| Соколов, Николай        | «Динамо»            |     | 7               | (-7) |
|                         |                     |     |                 |      |
| Гостев III, Георгий     | Стадион им. Ленина  |     | 23              |      |
| Ежов, Пётр              | «Динамо»            |     | 25              |      |
|                         |                     |     |                 |      |
| Филиппов III, Пётр      | «Динамо»            |     | 28              | 2    |
| Батырев, Павел          | «Динамо»            |     | 37              | 10   |
| Гуськов, Александр      | «Пищевкус»          |     | 17              |      |
|                         |                     |     |                 |      |
| Григорьев, Пётр         | ЛОСПС               |     | 25              | 8    |
| Бутусов, Михаил         | «Пищевкус»          | Гол | 31              | 26   |
| Архангельский, Григорий | «Красный путиловец» | Гол | 3               | 3    |
| Шелагин, Борис          | ЛОСПС               |     | 2               |      |
| Егоров, Константин      | «Пищевкус»          |     | 15              | 1    |

| Леонов      |    |
|             |    |
| Рущинский   | 7' |
| Пчеликов    |    |
|             |    |
| С.Егоров    |    |
| Селин       |    |
| Леута       |    |
|             |    |
| Н.Старостин |    |
| П.Артемьев  |    |
| Исаков      |    |
| Канунников  |    |
| Холин       |    |
| Замена      |    |
| В.Лапшин    | 7' |

|  |

### 74. Ленинград — Финляндия — 4:2
Международный товарищеский матч 16 (отчет)

| Ленинград                                                         | 4:2 | Финляндия (TUL)           |
| ----------------------------------------------------------------- | --- | ------------------------- |
| - Б.Шелагин 14′ - Кусков 24′ - М.Бутусов 65′ - Батырев 75′ (пен.) |     | - 29′ Терман - ~80′ Спети |

| Игрок                   | Клуб                |                                 | Вышел на замену | Гол  |
| ----------------------- | ------------------- | ------------------------------- | --------------- | ---- |
| Соколов, Николай        | «Динамо»            | Серебряный гол · Серебряный гол | 8               | (-9) |
|                         |                     |                                 |                 |      |
| Гостев III, Георгий     | Стадион им. Ленина  |                                 | 24              |      |
| Ежов, Пётр              | «Динамо»            |                                 | 26              |      |
|                         |                     |                                 |                 |      |
| Филиппов III, Пётр      | «Динамо»            |                                 | 29              | 2    |
| Батырев, Павел          | «Динамо»            | Гол                             | 38              | 11   |
| Петров, Андрей          | «Пищевкус»          |                                 | 1               |      |
|                         |                     |                                 |                 |      |
| Григорьев, Пётр         | ЛОСПС               |                                 | 26              | 8    |
| Бутусов, Михаил         | «Пищевкус»          | Гол                             | 32              | 27   |
| Архангельский, Григорий | «Красный путиловец» |                                 | 4               | 3    |
| Шелагин, Борис          | ЛОСПС               | Гол                             | 3               | 1    |
| Кусков, Владимир        | Стадион им. Ленина  | Гол                             | 15              | 8    |

| Финляндия  |     |
| ---------- | --- |
| Хальме     |     |
|            |     |
| В.Лехто    |     |
| Ф.Карягин  |     |
|            |     |
| Саволайнен |     |
| Форстен    |     |
| Практиг    |     |
|            |     |
| Ронканен   |     |
| Фри        |     |
| Гренлунд   |     |
| Спети      | Гол |
| Терман     | Гол |

|  |

### 75. Ленинград — Узбекистан — 9:0
Соревновательный матч 11 — Всесоюзная спартакиада (первоначальный турнир), 1/16 финала (отчет)

| Ленинград | 9:0 | Узбекская ССР |
| --------- | --- | ------------- |
|           |     |               |

| Игрок                           | Клуб                |  | Вышел на замену | Гол  |
| ------------------------------- | ------------------- |  | --------------- | ---- |
| Соколов, Николай                | «Динамо»            |  | 9               | (-9) |
|                                 |                     |  |                 |      |
| Гостев III, Георгий             | Стадион им. Ленина  |  | 25              |      |
| Ежов, Пётр                      | «Динамо»            |  | 27              |      |
|                                 |                     |  |                 |      |
| Филиппов III, Пётр              | «Динамо»            |  | 30              | 2    |
| Батырев, Павел                  | «Динамо»            |  | 39              | 11   |
| Гуськов, Александр              | «Пищевкус»          |  | 18              |      |
|                                 |                     |  |                 |      |
| Григорьев, Пётр                 | ЛОСПС               |  | 27              | 8    |
| Бутусов, Михаил                 | «Пищевкус»          |  | 33              | 27   |
| Архангельский, Григорий         | «Красный путиловец» |  | 5               | 3    |
| Шелагин, Борис                  | ЛОСПС               |  | 4               | 1    |
| Кусков, Владимир                | Стадион им. Ленина  |  | 16              | 8    |
| Тренер                          |                     |  |                 |      |
| Дюперрон, Георгий Александрович |                     |  | 1               |      |

| Узбекистан |  |
| ---------- |  |
| ?          |  |
|            |  |
| ?          |  |
| ?          |  |
|            |  |
| ?          |  |
| ?          |  |
| ?          |  |
|            |  |
| ?          |  |
| ?          |  |
| ?          |  |
| ?          |  |
| ?          |  |

### 76. Ленинград — Урал — 16:2
Соревновательный матч 12 — Всесоюзная спартакиада, 1/16 финала (отчет)

| Ленинград | 16:2 | Урал                               |
| --- | ---- | ---------------------------------- |
| - М.Бутусов 8′ 21′ 30′ 44′ 56′ 66′ 75′ 86′ - Б.Шелагин 25′ 51′ - Г.Архангельский 15′ 47′ 60′ 78′ - П.Григорьев 28′ - Кусков 54′ |      | - 72′ А.Андронников - 80′ Шестаков |

| Игрок                           | Клуб                |                                               | Вышел на замену | Гол   |
| ------------------------------- | ------------------- | --------------------------------------------- | --------------- | ----- |
| Соколов, Николай                | «Динамо»            | Серебряный гол · Серебряный гол               | 10              | (-11) |
|                                 |                     |                                               |                 |       |
| Гостев III, Георгий             | Стадион им. Ленина  |                                               | 26              |       |
| Корнилов, Александр             | «Динамо»            |                                               | 11              |       |
|                                 |                     |                                               |                 |       |
| Филиппов III, Пётр              | «Динамо»            |                                               | 31              | 2     |
| Батырев, Павел                  | «Динамо»            |                                               | 40              | 11    |
| Гуськов, Александр              | «Пищевкус»          |                                               | 19              |       |
|                                 |                     |                                               |                 |       |
| Григорьев, Пётр                 | ЛОСПС               | Гол                                           | 28              | 9     |
| Бутусов, Михаил                 | «Пищевкус»          | Гол · Гол · Гол · Гол · Гол · Гол · Гол · Гол | 34              | 35    |
| Архангельский, Григорий         | «Красный путиловец» | Гол · Гол · Гол · Гол                         | 6               | 7     |
| Шелагин, Борис                  | ЛОСПС               | Гол · Гол                                     | 5               | 3     |
| Кусков, Владимир                | Стадион им. Ленина  | Гол                                           | 17              | 9     |
| Тренер                          |                     |                                               |                 |       |
| Дюперрон, Георгий Александрович |                     |                                               | 2               |       |

| Урал          |     |
| ------------- | --- |
| Щепников      |     |
|               |     |
| Келеватов     |     |
| Боканов       |     |
|               |     |
| Сергачев      |     |
| Машковцев     |     |
| Толкачев      |     |
|               |     |
| А.Андронников | Гол |
| Никитин       |     |
| Фадеев        |     |
| Г.Фирсов      |     |
| Шестаков      | Гол |

### 77. Ленинград — Поволжье — 6:1
Соревновательный матч 13 — Всесоюзная спартакиада, 1/8 финала (отчет)

| Ленинград                                                                                      | 6:1 | Поволжье    |
| ---------------------------------------------------------------------------------------------- | --- | ----------- |
| - Кусков 13′ - М.Бутусов 24′ (пен.) 43′ (пен.) 48′ (пен.) - Г.Архангельский 36′ - К.Егоров 54′ |     | - 27′ Крузэ |

| Игрок                           | Клуб                |                 | Вышел на замену | Гол   |
| ------------------------------- | ------------------- | --------------- | --------------- | ----- |
| Савинцев, Николай               | Клуб им. Ленина     | Серебряный гол  | 12              | (-22) |
|                                 |                     |                 |                 |       |
| Гостев III, Георгий             | Стадион им. Ленина  |                 | 27              |       |
| Корнилов, Александр             | «Динамо»            |                 | 11              |       |
|                                 |                     |                 |                 |       |
| Феоктистов, Александр           | «Балтвод»           |                 | 2               |       |
| Батырев, Павел                  | «Динамо»            |                 | 41              | 11    |
| Петров, Андрей                  | «Пищевкус»          |                 | 2               |       |
|                                 |                     |                 |                 |       |
| Егоров, Константин              | «Пищевкус»          | Гол             | 16              | 2     |
| Бутусов, Михаил                 | «Пищевкус»          | Гол · Гол · Гол | 35              | 38    |
| Архангельский, Григорий         | «Красный путиловец» | Гол             | 7               | 8     |
| Шелагин, Борис                  | ЛОСПС               |                 | 6               | 3     |
| Кусков, Владимир                | Стадион им. Ленина  | Гол             | 18              | 10    |
| Тренер                          |                     |                 |                 |       |
| Дюперрон, Георгий Александрович |                     |                 | 3               |       |

| Поволжье      |     |
| ------------- | --- |
| Комендантский |     |
|               |     |
| Оленников     |     |
| Лабут         |     |
|               |     |
| Тимощенко     |     |
| Смолин        |     |
| Ключников     |     |
|               |     |
| Козыркин      |     |
| Шухер         |     |
| Кузьмичев     |     |
| Коротков      |     |
| Крузэ         | Гол |

### 78. Ленинград — Район автономных республик и областей (РАРО) — 12:1
Соревновательный матч 14 — Всесоюзная спартакиада, 1/4 финала (отчет)

| Ленинград                                                                                                 | 12:1 (75') | РАРО             |
| --- | ---------- | ---------------- |
| - А.Артемьев 13′ 20′ 38′ 49′ 67′ - Мурашев 18′ 31′ 72′ - П.Григорьев 41′ 69′ - Б.Шелагин 43′ - Кусков 45′ |            | - 58′ Сапожников |

| Игрок                           | Клуб               |                             | Вышел на замену | Гол   |
| ------------------------------- | ------------------ | --------------------------- | --------------- | ----- |
| Соколов, Николай                | «Динамо»           | Серебряный гол              | 11              | (-12) |
|                                 |                    |                             |                 |       |
| Гостев III, Георгий             | Стадион им. Ленина |                             | 28              |       |
| Ежов, Пётр                      | «Динамо»           |                             | 28              |       |
|                                 |                    |                             |                 |       |
| Петров, Андрей                  | «Пищевкус»         |                             | 3               |       |
| Феоктистов, Александр           | «Балтвод»          |                             | 3               |       |
| Гуськов, Александр              | «Пищевкус»         |                             | 20              |       |
|                                 |                    |                             |                 |       |
| Григорьев, Пётр                 | ЛОСПС              | Гол · Гол                   | 29              | 11    |
| Мурашев, Андрей                 | Клуб им. Ленина    | Гол · Гол · Гол             | 3               | 4     |
| Артемьев, Александр             | «Пищевкус»         | Гол · Гол · Гол · Гол · Гол | 4               | 9     |
| Шелагин, Борис                  | ЛОСПС              | Гол                         | 7               | 4     |
| Кусков, Владимир                | Стадион им. Ленина | Гол                         | 19              | 11    |
| Тренер                          |                    |                             |                 |       |
| Дюперрон, Георгий Александрович |                    |                             | 4               |       |

| РАРО       |     |
| ---------- | --- |
| Жабин      |     |
|            |     |
| Павлов     |     |
| Никитин    |     |
|            |     |
| Зонин      |     |
| Борисов    |     |
| Михайлов   |     |
|            |     |
| Федосеев   |     |
| Власов     |     |
| Гутцайт    |     |
| Хрусталев  |     |
| Сапожников | Гол |

### 79. Ленинград — Москва — 3:5
Соревновательный матч 15 — Всесоюзная спартакиада, 1/2 финала (отчет)

| Ленинград                                 | 3:5 | Москва                                                |
| ----------------------------------------- | --- | ----------------------------------------------------- |
| - М.Бутусов 2′ 82′ - Рущинский 84′ (авт.) |     | - 20′ 35′ Н.Старостин - 53′ 65′ В.Блинков - 76′ Холин |

| Игрок                           | Клуб                |                                                                                    | Вышел на замену | Гол   |
| ------------------------------- | ------------------- | ---------------------------------------------------------------------------------- | --------------- | ----- |
| Соколов, Николай                | «Динамо»            | Серебряный гол · Серебряный гол · Серебряный гол · Серебряный гол · Серебряный гол | 12              | (-17) |
|                                 |                     |                                                                                    |                 |       |
| Гостев III, Георгий             | Стадион им. Ленина  |                                                                                    | 29              |       |
| Ежов, Пётр                      | «Динамо»            |                                                                                    | 29              |       |
|                                 |                     |                                                                                    |                 |       |
| Филиппов III, Пётр              | «Динамо»            |                                                                                    | 32              | 2     |
| Батырев, Павел                  | «Динамо»            |                                                                                    | 42              | 11    |
| Гуськов, Александр              | «Пищевкус»          |                                                                                    | 21              |       |
|                                 |                     |                                                                                    |                 |       |
| Григорьев, Пётр                 | ЛОСПС               |                                                                                    | 30              | 11    |
| Бутусов, Михаил                 | «Пищевкус»          | Гол · Гол                                                                          | 36              | 40    |
| Архангельский, Григорий         | «Красный путиловец» |                                                                                    | 8               | 8     |
| Шелагин, Борис                  | ЛОСПС               |                                                                                    | 8               | 4     |
| Кусков, Владимир                | Стадион им. Ленина  |                                                                                    | 20              | 11    |
| Тренер                          |                     |                                                                                    |                 |       |
| Дюперрон, Георгий Александрович |                     |                                                                                    | 5               |       |

| Москва        |           |
| ------------- | --------- |
| Леонов        |           |
|               |           |
| Рущинский     |           |
| Ал. Старостин |           |
|               |           |
| С.Егоров      |           |
| Селин         |           |
| Леута         |           |
|               |           |
| Н.Старостин   | Гол · Гол |
| Н.Троицкий    |           |
| Исаков        |           |
| В.Блинков     | Гол · Гол |
| Холин         | Гол       |

|  |  |  |  |

### 80. Ленинград — Николаев — 5:1
Междугородний товарищеский матч 49 — приз журнала «Физкультура и спорт» (отчет)

| Ленинград                                                       | 5:1 | Николаев      |
| --------------------------------------------------------------- | --- | ------------- |
| - Г.Иванов 12′ - М.Бутусов 19′ 42′ - Б.Шелагин 30′ - Кусков 72′ |     | - 18′ Печеный |

| Игрок               | Клуб                 |                | Вышел на замену | Гол   |
| ------------------- | -------------------- | -------------- | --------------- | ----- |
| Соколов, Николай    | «Динамо»             | Серебряный гол | 13              | (-18) |
|                     |                      |                |                 |       |
| Корнилов, Александр | «Динамо»             |                | 13              |       |
| Ежов, Пётр          | «Динамо»             |                | 30              |       |
|                     |                      |                |                 |       |
| Филиппов III, Пётр  | «Динамо»             |                | 33              | 2     |
| Воног, Владимир     | «Красный путиловец»  |                | 18              |       |
| Беляков, Сергей     | Клуб им. Ленина      |                | 1               |       |
|                     |                      |                |                 |       |
| Григорьев, Пётр     | ЛОСПС                |                | 31              | 11    |
| Бутусов, Михаил     | «Пищевкус»           | Гол · Гол      | 37              | 42    |
| Иванов, Георгий     | «Пролетарский завод» | Гол            | 15              | 5     |
| Шелагин, Борис      | ЛОСПС                | Гол            | 9               | 5     |
| Кусков, Владимир    | Стадион им. Ленина   | Гол            | 21              | 12    |

| Козырский     | 75' |
|               |     |
| Булгаков      |     |
| Денисов       |     |
|               |     |
| Добровольский |     |
| Козлов        |     |
| Грушин        |     |
|               |     |
| Гичкин        |     |
| Кондратенко   |     |
| Полегенький   |     |
| Сердюк        |     |
| Печеный       | Гол |
| Замена        |     |
| Феруза        | 75' |

|  |  |  |

### 81. Ленинград — Одесса — 0:2
Междугородний товарищеский матч 50 (отчет)

| Ленинград | 0:2 | Одесса                          |
| --------- | --- | ------------------------------- |
|           |     | - ~30′ Левков - ~85′ Злочевский |

| Игрок                   | Клуб                |                                 | Вышел на замену | Гол  |
| ----------------------- | ------------------- | ------------------------------- | --------------- | ---- |
| Левицкий, Фёдор         | «Красный путиловец» | Серебряный гол · Серебряный гол | 5               | (-5) |
|                         |                     |                                 |                 |      |
| Корнилов, Александр     | «Динамо»            |                                 | 14              |      |
| Ежов, Пётр              | «Динамо»            |                                 | 31              |      |
|                         |                     |                                 |                 |      |
| Воног, Владимир         | «Красный путиловец» |                                 | 19              |      |
| Феоктистов, Александр   | «Балтвод»           |                                 | 4               |      |
| Гуськов, Александр      | «Пищевкус»          |                                 | 22              |      |
|                         |                     |                                 |                 |      |
| Николаев                | ЛОСПС               |                                 | 1               |      |
| Шелагин, Борис          | ЛОСПС               |                                 | 10              | 5    |
| Архангельский, Григорий | «Красный путиловец» |                                 | 9               | 8    |
| Садовский, Виктор       | «Местран» Одесса    |                                 | 1               |      |
| Кусков, Владимир        | Стадион им. Ленина  |                                 | 22              | 12   |

| Одесса           |     |
| ---------------- | --- |
| Клименко         |     |
|                  |     |
| Попов            |     |
| Кусинский        |     |
|                  |     |
| Бенген           |     |
| Константиновский |     |
| Кравченко        |     |
|                  |     |
| Малхасов         |     |
| А.Штрауб         |     |
| Кононов          |     |
| Злочевский       | Гол |
| Левков           | Гол |

## Неофициальные матчи
1. Тренировочный матч
| 9 мая Неоф (1) | Ленинград | 2:3 | Ленинград (II) | Ленинград |
| Ленинград: Н.Соколов - Г.Гостев, Д.Штукин - П.Филиппов, Батырев, Гуськов - П.Григорьев, М.Бутусов, Емельянов, Кусков, А.Богданов Ленинград: Савинцев - П.Бутусов, В.Топталов - А.Петров, Воног, А.Васильев - К.Егоров, Мурашев, Г.Иванов, Д.Родионов, П.Казаринов |           |     |                |           |

2. Междугородний матч
| 14 мая Неоф (2) | Ленинград (II) | 0:0 | Николаев | Стадион им.Ленина, Ленинград |

3. Междугородний матч
| 2 июл Неоф (3) | Ленинград (II)    | 1:4 | Москва                                    | Стадион им.Ленина, Ленинград                 |
| | - Д.Родионов 2:1′ |     | - 1:0′ 85′ Канунников - 32′ 52′ В.Блинков | Зрителей: 7000 Судья: И.Савостьянов (Москва) |
| Ленинград: Савинцев - А.Корнилов, П.Бутусов - А.Петров, Воног, Уннам - Д.Родионов, Мурашев, А.Артемьев, Кусков, А.Богданов Москва: Леонов - В.Лапшин (46' Исаков), Селин - С.Егоров, Сушков, Леута - Н.Старостин, В.Блинков, К.Блинков, Канунников, Холин |                   |     |                                           |                                              |

4. Междугородний матч
| ~7 июл Неоф (4) | Ленинград (вузы) | 2:1 | Киев (вузы) | «Красный стадион», Киев |

5. Междугородний матч
| ~8 июл Неоф (5) | Ленинград (вузы) | 3:1 | Киев («металлисты») | «Красный стадион», Киев |

6. Товарищеский матч
| 9 июл Неоф (6) | Ленинград                            | 2:2 | «Динамо»            | Стадион им.Ленина, Ленинград |
| | - М.Бутусов 1:0′ - Воног 2:2′ (пен.) |     | - Мищенко 1:1′ 1:2′ |                              |
| Ленинград: Левицкий - Г.Гостев, В.Топталов - А.Петров, Воног, Гуськов - П.Григорьев, М.Бутусов, Г.Архангельский, Б.Шелагин, Кусков Динамо: Н.Соколов - К.Фомин, Ежов - В.Фомин, Селин, А.Столяров - Губарев, Шпаковский, К.Блинков, Мищенко, Вал.Прокофьев |                                      |     |                     |                              |

7. Товарищеский матч
| 16 июл Неоф (7) | Ленинград | 1:2 | «Пищевкус» | Ленинград |
|                 | - Антипов |     |            |           |

8. Международный матч
| 24 июл Неоф (8)                                                                              | Ленинград                            | 2:1 | Нижняя Австрия («рабочая») VAFÖ | Стадион им.Ленина, Ленинград |
|                                                                                              | - М.Бутусов (1:0)′ - П.Григорьев 61′ |     | - ~50′ Броуцек                  | Зрителей: 25 000 Судья: ?    |
| Ленинград: Н.Соколов - ... П.Григорьев, М.Бутусов ... («рабочая») VAFÖ: ... Фас, Броуцек ... |                                      |     |                                 |                              |

9. Международный матч
| 28 июл Неоф (9) | Ленинград (ЛГСПС) | 11:0 | Англия («рабочая») | Стадион им.КИМа, Ленинград |
| | - М.Бутусов       |      |                    | Зрителей: 15 000           |
| (ЛГСПС): Савинцев - В.Топталов, П.Бутусов - А.Петров, Воног, Гуськов - П.Григорьев, М.Бутусов, Г.Архангельский, Б.Шелагин, К.Егоров |                   |      |                    |                            |

10. Международный матч
| 7 авг Неоф (10) | Ленинград                                                                  | 4:2 | Стокгольм              | «Королевский», Стокгольм |
| | - П.Григорьев 2′ - Г.Архангельский ~46′ - Б.Шелагин 71′ - М.Бутусов (4:2)′ |     | - 35′ Энстранд - 48′ ? | Судья: Бекстрём          |
| Ленинград: Н.Соколов - Г.Гостев, Ежов - П.Филиппов, Батырев, Гуськов - П.Григорьев, М.Бутусов, Г.Архангельский, Б.Шелагин, Кусков : Линде - ... Энстранд ... |                                                                            |     |                        |                          |

11. Международный матч
| 22 сен Неоф (11) | Ленинград                                 | 4:1 | Уругвай («рабочая») | Стадион им.Ленина, Ленинград      |
| | - М.Бутусов 10′ 55′ - Б.Шелагин ~65′ ~70′ |     | - 80′ Р.Фернандес   | Зрителей: 20 000 Судья: В.Быстров |
| Ленинград: Н.Соколов - А.Корнилов, Ежов - П.Филиппов, Батырев, Гуськов - П.Григорьев, М.Бутусов, А.Артемьев, Б.Шелагин, Кусков («рабочая»): ... Р.Фернандес ... |                                           |     |                     |                                   |

12. Международный матч 
| 23 сен Неоф (12) | Ленинград (II) | 3:3 | Уругвай («рабочая») | Стадион им.Ленина, Ленинград |

13. Междугородний матч — переходящий кубок МГСФК
| 29 сен Неоф (13) | Ленинград (II)                           | 2:2 | Москва (II)                 | Стадион им.Томского, Москва                 |
| | - П.Григорьев 65′ - Пав.Попов 74′ (пен.) |     | - 25′ Калмыков - 65′ Павлов | Зрителей: 8000 Судья: В.Стрепихеев (Москва) |
| Ленинград: Савинцев - В.Топталов, Д.Штукин - Пав.Попов, Морозов (46' Б.Шелагин), Беляков - П.Григорьев, Феоктистов, Дробинцев, Мурашев, Усов Москва: Рыжов - Пчеликов, В.Лапшин - Пахомов, Сушков, А.Столяров - Т.Григорьев, Калмыков, К.Блинков, Павлов, Шапошников |                                          |     |                             |                                             |

14. Междугородний матч — переходящий кубок МГСФК
| 30 сен Неоф (14) | Ленинград (II)  | 1:2 | Москва (II)                       | Стадион им.Томского, Москва |
| | - Дробинцев 44′ |     | - 60′ Елисеев - 78′ П.Савостьянов | Судья: П.Евдокимов (Москва) |
| Ленинград: Савинцев - В.Топталов, Д.Штукин - Пав.Попов, Феоктистов, Беляков - П.Григорьев, Дробинцев, Б.Шелагин, Мурашев, Усов Москва: Малышев - Карпенко, Тетерин - Пахомов, Аронов, А.Столяров - Т.Григорьев, П.Савостьянов, К.Блинков , Елисеев, Шапошников |                 |     |                                   |                             |

15. Междугородний матч
| 13 окт Неоф (15) | Ленинград («металлисты») | 1:1 | Харьков («металлисты») | Харьков |

16. Междугородний матч
| 14 окт Неоф (16) | Ленинград («металлисты») | 1:1 | Харьков (ХОСПС) | Харьков |

17. Междугородний матч
| 1 дек Неоф (17) | Ленинград              | 1:2 | Одесса (II)                      | Стадион им.10-летия комсомола, Одесса |
| | - Г.Архангельский ~85′ |     | - 12′ Кантемиров - ~20′ Р.Штрауб |                                       |
| Ленинград: Левицкий - А.Корнилов, Ежов - Вогог, Феоктистов, Гуськов - Николаев, Б.Шелагин, Г.Архангельский, ?, Кусков Одесса: Ильин - Трофимов, Волин - Бенген, Пионтковский, Бланк - Р.Штрауб, Прошкин, Звенигородский, Кантемиров, Жеков |                        |     |                                  |                                       |

|  |  |  |

## Комментарии
1. ↑  К.Есенин указывал для сборной Москвы только междугородние и международные матчи[1]
2. ↑  В реестре матчей сборной Санкт-Петербурга (Петрограда, Ленинграда), опубликованном группой ленинградских историков и статистиков под редакцией Н.Киселёва[2] учтены только междугородние матчи со сборными городов и республик
3. ↑  Г.Калянов предложил разделение матчей на официальные и товарищеские (для сборной Москвы)[3]
4. ↑  в том числе недоигранные и аннулированные, а также сыгранные с неформатными сборными и клубами — все матчи, объявленные как матчи официальных турниров
5. ↑  Матчи второй, третьей и т. д. (дублёров), а также ведомственных (например, сборной профсоюзов) сборных считаются неформатными. Тем не менее, междугородние матчи и «русской», и «английской» сборных Санкт-Петербурга и Москвы начала века, согласно установившейся традиции, учитываются историками[4][5][1] в их реестрах
6. ↑  Тем не менее, несколько международных матчей 1910-х годов с командами, формально не соответствующими строго данному критерию, но в игровом плане нередко подавляюще превосходившими сборные Санкт-Петербурга и Москвы, учтены[6][7] в их реестрах
7. ↑  Состав этой сборной команды организации финских рабочих клубов TUL (Työväen Urheiluliiton jalkapallojoukkue[фин.]) был сформирован для участия во Всесоюзной спартакиаде и включал всех сильнейших футболистов. Несмотря на последовавший позднее от TUL запрет на участие в спартакиаде, команда все равно отправилась в Москву и выступила в соревнованиях. За это игроки команды были исключены из TUL, после чего перешли в «буржуазный» чемпионат и стали выступать за национальную сборную. Целый ряд игроков этого состава весьма значим в финском футболе тех лет — Рейно Фри[фин.], Эрнст Грёнлунд[фин.] (37 матчей за национальную сборную), Вильо Хальме[фин.] (30 матчей), Франс Карягин[фин.] (57 матчей), Еро Ронканен[фин.] (4), Лаури Синикари-Практиг[фин.] (5) и другие.
8. ↑  Согласно подробному отчёту «ФиС», которому следуют и все питерские источники, "... Григорьев получает мяч и (...) передает в центр. Здесь мяч принимает Бутусов и корпусом проводит его из образовавшейся толкучки в ворота". Поскольку гол забит из зоны центрфорварда, некоторые московские источники в своих отчетах указали гол, как «формально» забитый "из центра", "центр-форвардом" и даже называли центрального нападающего Г.Архангельского как автора гола («Правда»).
9. ↑  Согласно подробнейшему и компетентному отчёту «ФиС», которому посвящены две страницы номера, "... на 19 мин. Бутусов забивает Николаеву мяч - 2:1" и "... на 42 мин. Кусков бьет по воротам с краю, но вместо удара получается навес, который перехватывает Бутусов. Уверенный, чёткий удар - и счёт 4:1". Двумя номерами позже в «ФиС» были помещены высокохудожественные шаржи на игроков этого матча, не позволяюшие усомниться в том, что присутствовавшие на матче авторы опубликованных материалов прекрасно знали в лицо участников этой игры и не могли спутать М.Бутусова с Г.Ивановым, указанным автором этих двух мячей в позднейших питерских источниках. Одно время в питерской прессе тех времён нередко голы М.Бутусова «замалчивались» (упоминались без указания авторства) или их авторство передавалось другим футболистам в рамках своеобразной борьбы с так называемым «чемпионством», типичным представителем которого и был объявлен М.Бутусов.
10. ↑  Одессит, указанный «ФиС» в составе сборной Ленинграда в данном матче — возможно, выступил в качестве замены ввиду травмы кого-нибудь из ленинградцев.